# Port de Koguva
Le port de Koguva (estonien : Koguva sadam, code EE KGV  est un port à Muhu en Estonie.

## Présentation
Le port du village de Koguva, dans la municipalité de Muhu du comté de Saare est géré par l'association Ankur.
Le port a 15 emplacements pour accueillir des embarcations dont les dimensions n'excèdent pas une longueur de 12 m, une largeur de 4 m ou un tirant d'eau de 1,8 m. De plus, il y a quatre places de stationnement pour les caravanes et un espace pour le camping à côté du quai.

## Histoire
Koguva est un ancien et célèbre village de pêcheurs, et le port est dans le village depuis longtemps. L'écrivain Juhan Smuul vient du village de Koguva, et aujourd'hui son lieu de naissance est le musée Muhu. 
Les films de Sulev Nõmmik (et) « Siin me oleme » et « Mehed ei nuta » ont été tournés dans le village de Koguva et ses environs.  
L'histoire maritime locale est presentée dans le petit musée de la pêche du port de Koguva. 
Lancée en tant qu'initiative citoyenne, MTÜ Ankur s'est donné pour mission de restaurer le port de Koguva et d'amener dans la zone divers services touristiques et autres entreprises liées au tourisme portuaire et nautique et d'encourager la poursuite de la pêche côtière.

## Galerie

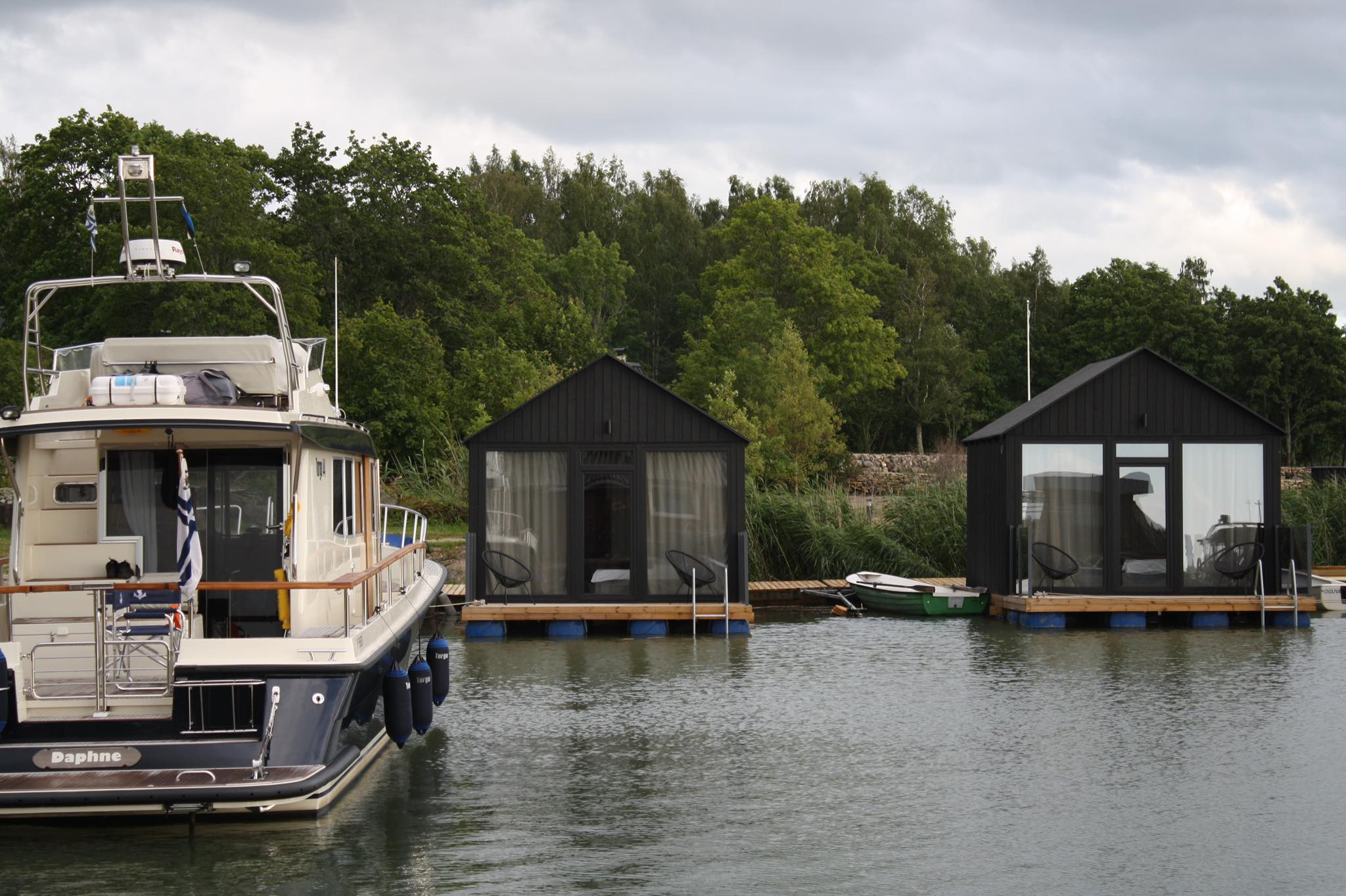
Port de Koguva et maisons flottantes.
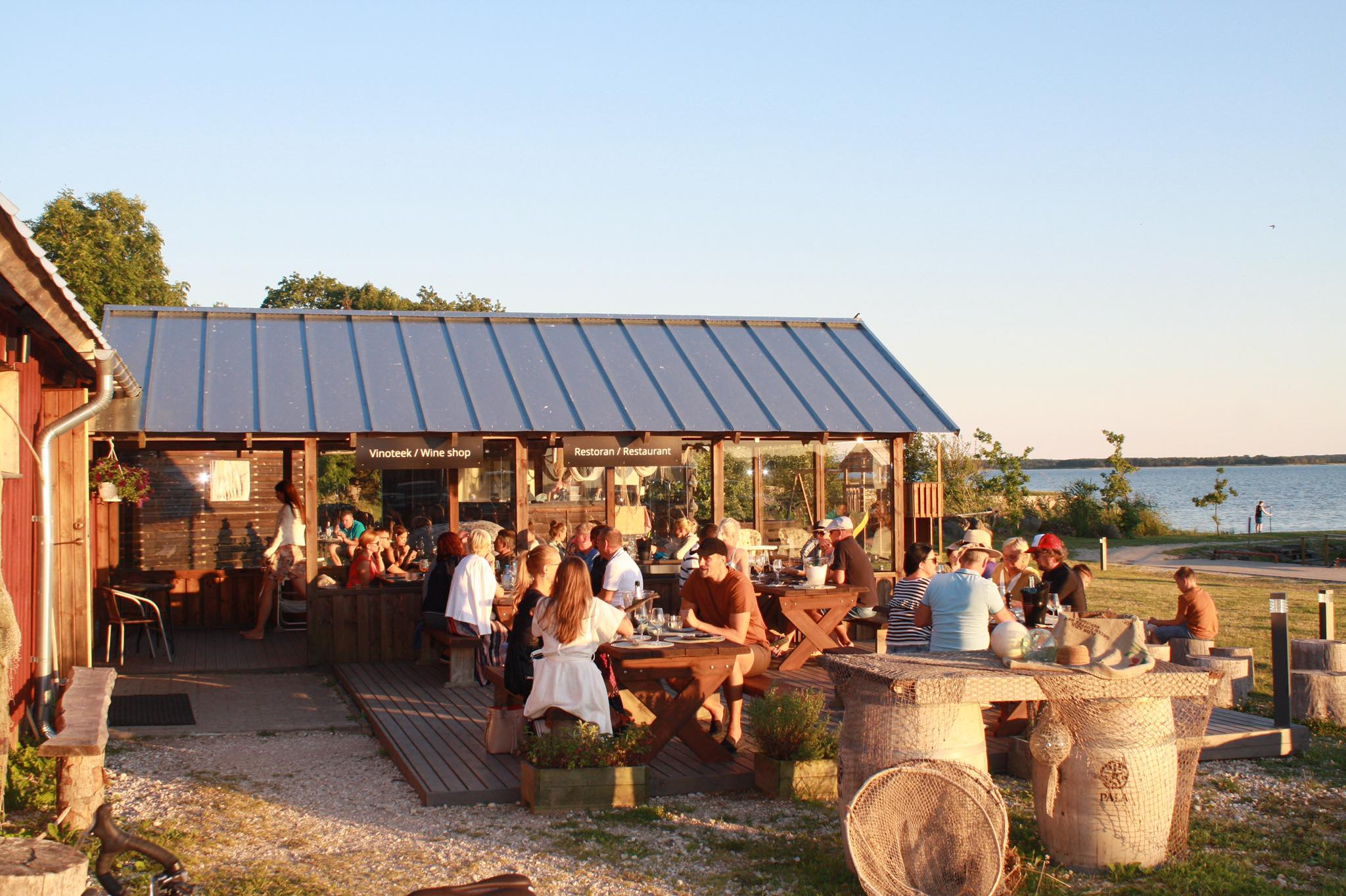
Restaurant du port.
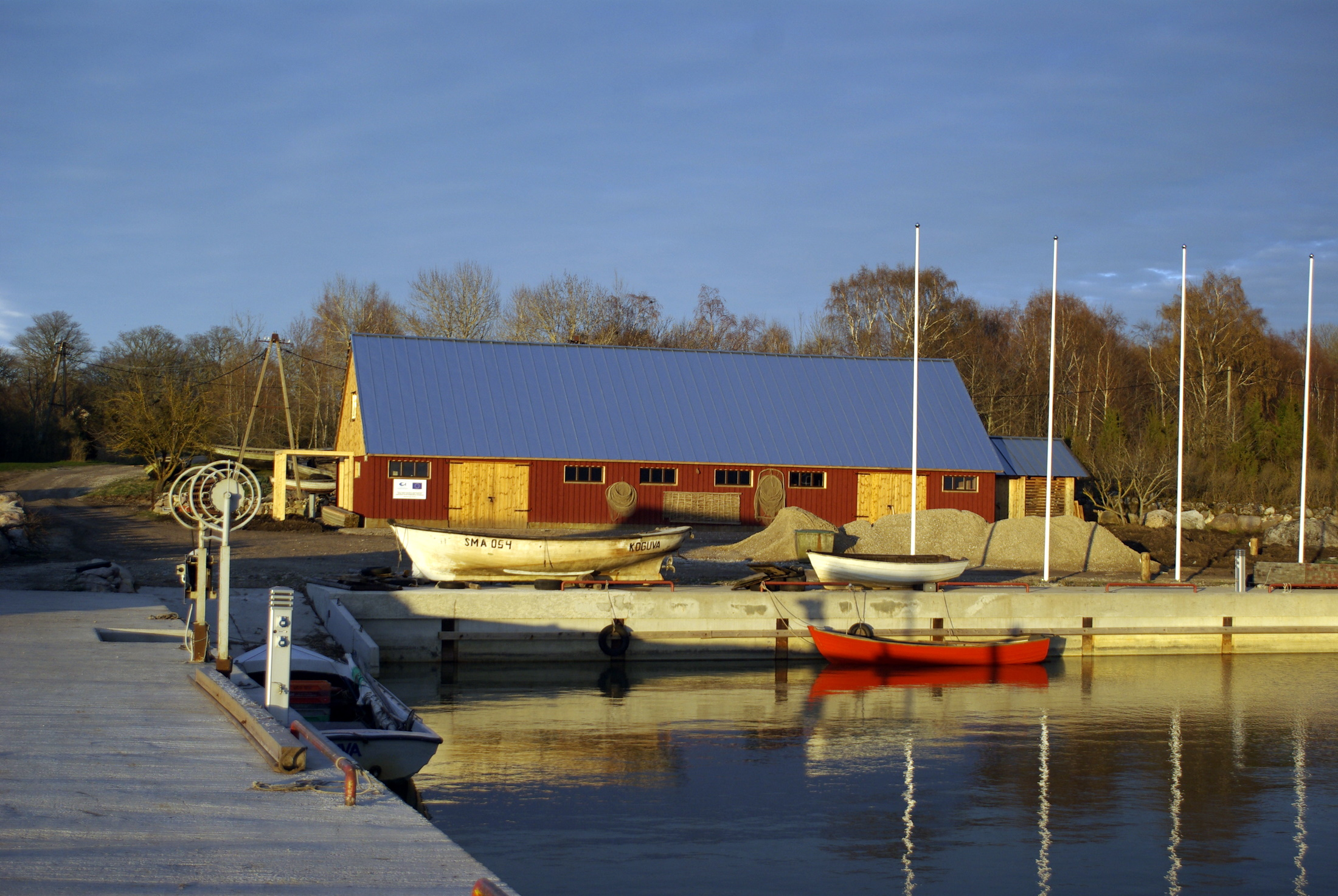
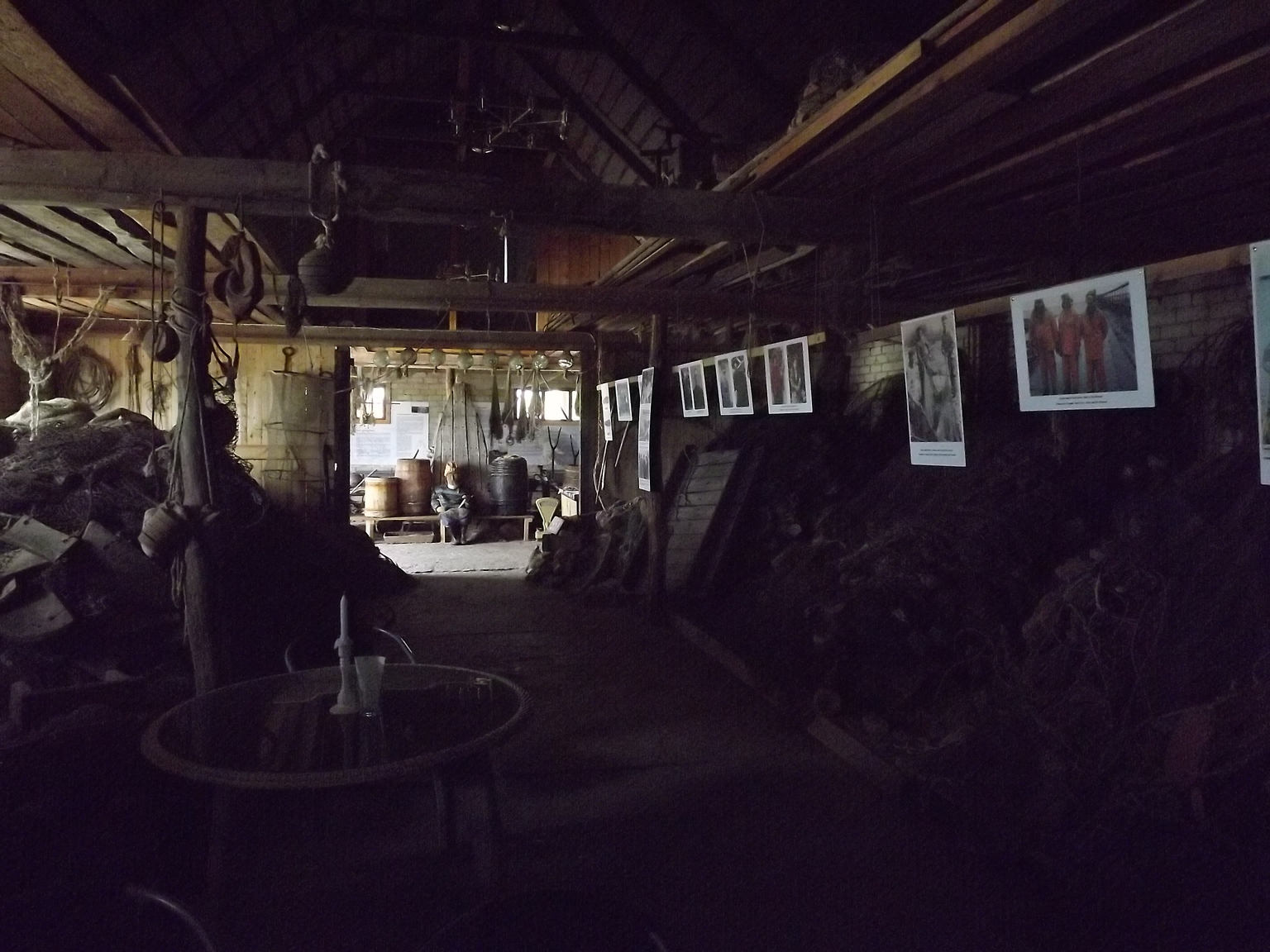
Musée de la pêche.